# Menhir von Park-er-Menhir

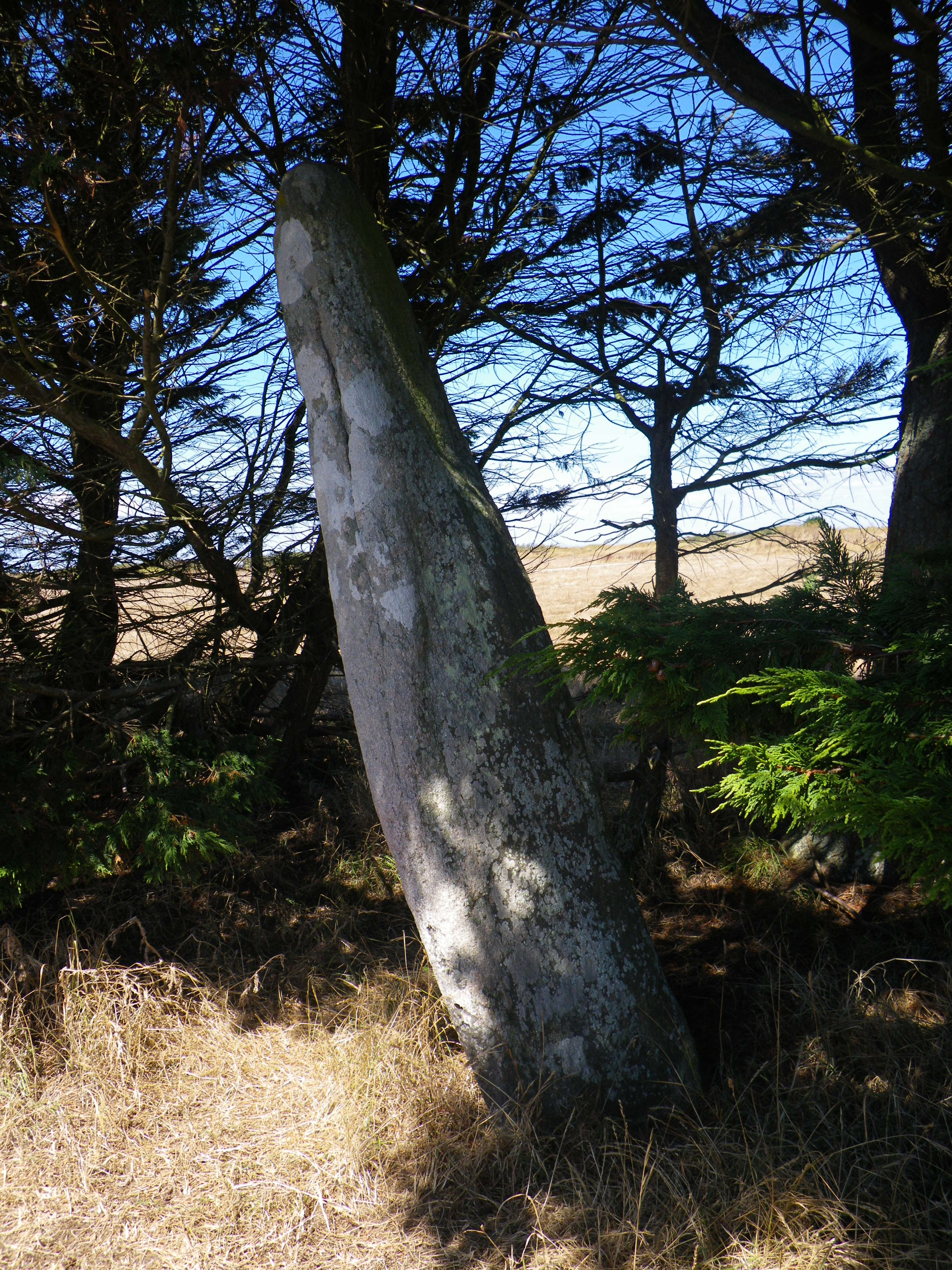
Menhir von Park-er-Menhir

Der Menhir von Park-er-Menhir steht auf der Île-d’Houat im Département Morbihan in der Bretagne in Frankreich. 
Der neolithische Menhir befindet sich in der Hecke eines Sportplatzes, westlich des Ortes. Der aufrechte Stein hat eine Höhe von etwa 2,1 m, seine Basis misst etwa 0,75 × 0,4 m.
Er wurde 1931 als Monument historique eingestuft.
Westlicher und östlich des Ortes stehen die Menhire Men-Guen und Men-Plat.